# Conure leucotique
Pyrrhura leucotis
Espèce
Statut de conservation UICN

 VU  : Vulnérable
Statut CITES
La Conure leucotique (Pyrrhura leucotis), anciennement Conure emma ou Conure à oreillons blancs, est une espèce d'oiseau appartenant à la famille des Psittacidae.

## Description

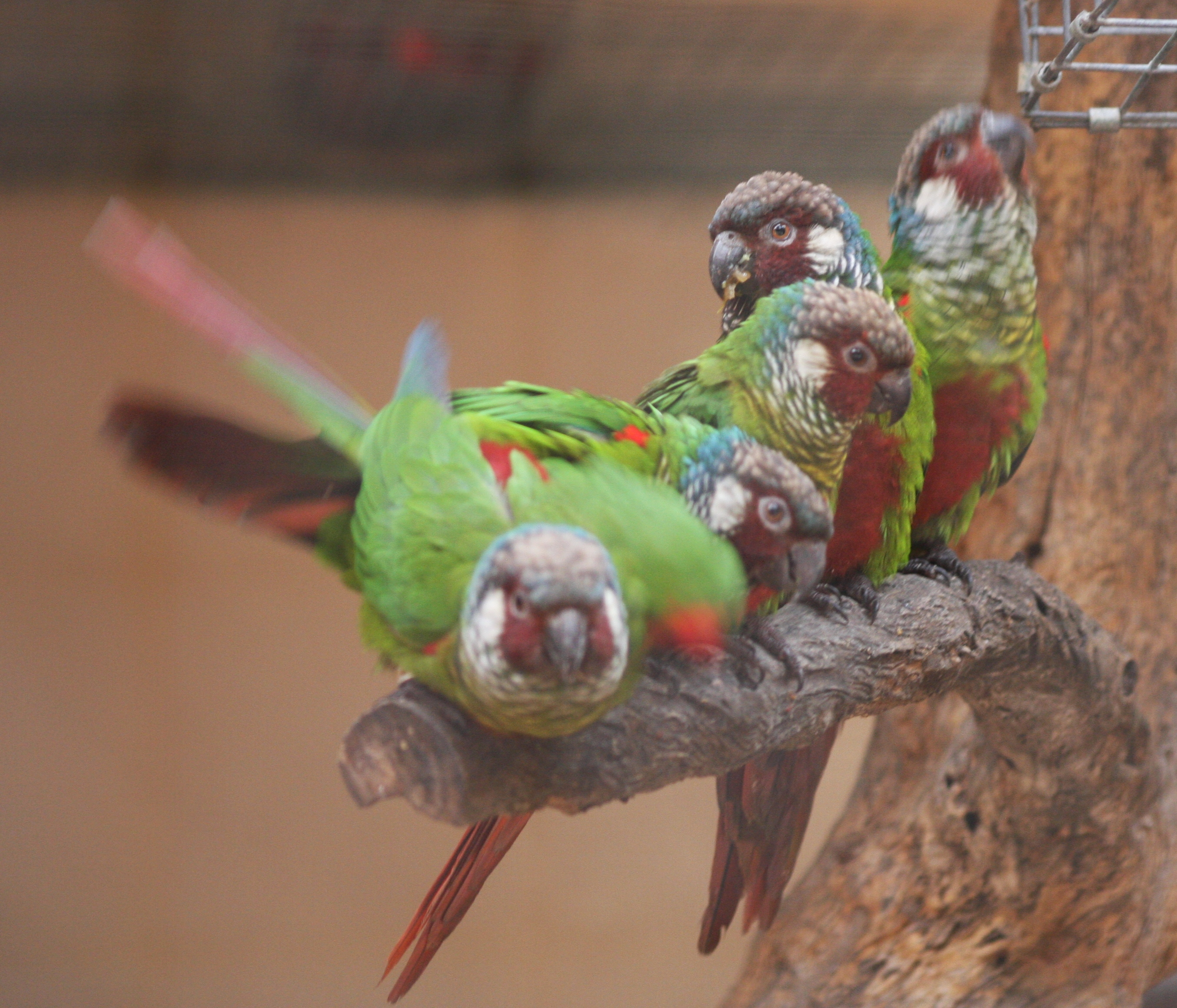
...dans un zoo

Cet oiseau mesure environ 22 cm. Proche de la Conure versicolore, il s'en distingue par les zones périauriculaires blanches (au lieu de blanc argenté) et l'extension plus importante de la coloration bleu azur sur le front se retrouvant également sur le dessin écailleux.

## Sous-espèces
Cet oiseau était représenté par cinq sous-espèces jusqu'en 2000 (voir Joseph, 2000 "Beginning an end to 63 years of uncertainty: The Neotropical parakeets known as Pyrrhura picta and P. leucotis comprise more than two species") :
- leucotis à la tête marron et bleue ;
- griseipectus avec la tête grisâtre et la poitrine tendant vers le gris, désormais Conure à poitrine grise ;
- pfrimeri avec la tête bleu ciel et la gorge claire ;
- emma avec la tête bleu ciel également mais une coloration générale plus sombre ;
- auricularis avec le front bleu ciel, la gorge avec des écailles de même couleur et blanches et la poitrine avec des écailles brun verdâtre.

La nouvelle classification passe ces sous-espèces au rang d'espèces.